# Győrság
Győrság, ehemals Ság, ist eine ungarische Gemeinde im Kreis Győr im Komitat Győr-Moson-Sopron. Zur Gemeinde gehört der Ortsteil Sághalomalja.

## Geografische Lage
Győrság liegt ungefähr 15 Kilometer südöstlich der Kreisstadt und des Komitatssitzes Győr und drei Kilometer nördlich der Stadt Pannonhalma. Nachbargemeinden sind Pázmándfalu, Pér und Töltéstava.

## Geschichte
Im 13. Jahrhundert wurde der Ort unter dem Namen Saag schriftlich erwähnt. 1785 hieß er Ság und hatte 948 Bewohner sowie 208 Häuser. Seit 1908 trägt der Ort den Namen Győrság. Im Jahr 1913 gab es in der damaligen Kleingemeinde 213 Häuser und 1126 Einwohner auf einer Fläche von 1424 Katastraljochen. Sie gehörte zu dieser Zeit zum Bezirk Puszta im Komitat Győr.

## Gemeindepartnerschaften
- Bisericani (Harghita), Rumänien
- Sagrado, Italien
- Selice, Slowakei

## Sehenswürdigkeiten
- Evangelische Kirche, erbaut 1951
- Franzosenstein (Francia-kő), 1809 aufgestellt von Napoleons Truppen
- Reformierte Kirche
- Römisch-katholische Kirche Szent Anna,  erbaut 1748
  - In der Kirche befinden sich ein Barockaltar mit dem Bild der Heiligen Anna (Szent Anna), eine aus Lindenholz geschnitzte Marienfigur sowie die älteste Statue des Heiligen Florian (Szent Florián szobra) im Komitat.
- Römisch-katholische Kirche Munkás Szent József, im Ortsteil Sághalomalja
- Weltkriegsdenkmal (I. és II. világháborús emlékmű)

## Verkehr

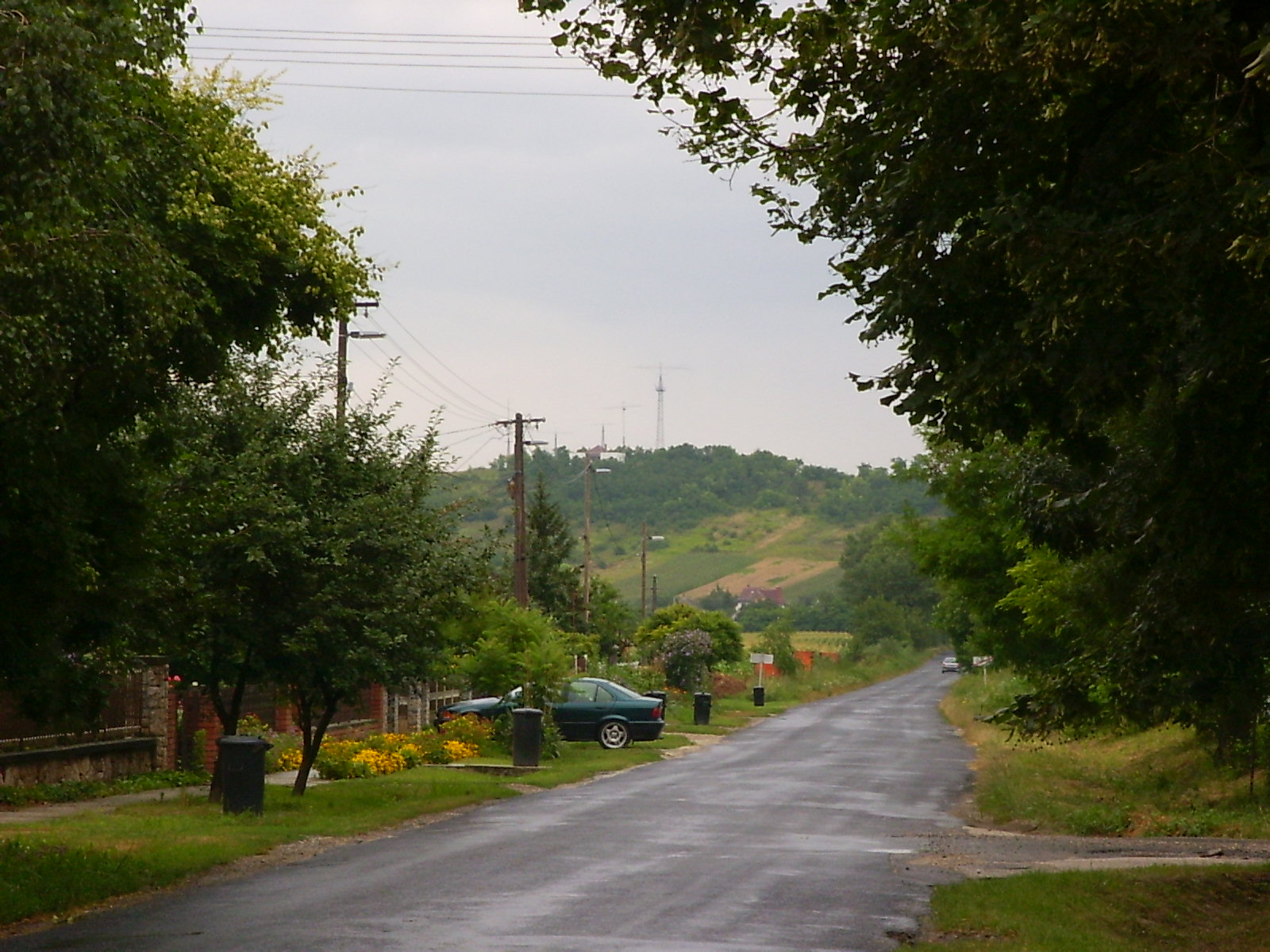
Straße im Ortsteil Sághalomalja

Durch Győrság verläuft die Landstraße Nr. 8223, die im Ortsteil Sághalomalja von der Landstraße Nr. 8222 gekreuzt wird. Der nächstgelegene Bahnhof befindet sich südlich in Pannonhalma.